# Terra matta
(Vincenzo Consolo)
Terra matta è l'autobiografia di Vincenzo Rabito (1899-1981), cantoniere semianalfabeta di Chiaramonte Gulfi, in provincia di Ragusa.

## Storia
Durante un tranquillo approdo esistenziale della propria vita, Vincenzo Rabito decise mettersi davanti a una vecchia macchina da scrivere Olivetti, lasciata in casa dal figlio Giovanni, trasferitosi a Bologna: seppur semianalfabeta, avvertiva l'impulso di mettere su carta la sua storia tormentata. Da sempre cantastorie per amici e familiari, decise di esplorare la forma scritta probabilmente ispirandosi al più giovane dei suoi figli, Giovanni, che stava intraprendendo in quegli anni la carriera di poeta e scrittore. Chiuso a chiave in una stanza, all'insaputa di tutti, ogni giorno, in un enorme e solitario sforzo, riempì le prime 1027 pagine di un suo personalissimo memoriale, scritto col minimo di interlinea e senza margini, in modo da utilizzare meno carta possibile. Tale scritto racchiuse il ricordo della sua vita «maletratata e molto travagliata e molto desprezata», ossia il procedere di un'esistenza che lui paragona allo sforzo immane di una «tartaruca, che stava arrevanto al traquardo e all'ultimo scalone cascavo».
Le fittissime cartelle sono scritte in una personalissima commistione tra italiano e siciliano, in cui ciascuna parola è separata dalla successiva da un punto e virgola, con una punteggiatura ipertrofica, che scandisce lo scritto a renderne ancor più ostica la lettura.

### Riscoperta del manoscritto
(Andrea Camilleri)
(Giulio Angioni)
Del memoriale si impossessò il figlio Giovanni nel 1971, interessandosi ad una sua pubblicazione, che non ebbe però esito. Nel frattempo, il padre redasse una seconda autobiografia dattiloscritta, che portò avanti fino a pochi giorni dalla morte, trasformandola in diario. Tale secondo gruppo di "quaterni", a lungo inedito, di 1080 pagine, è una versione più rimuginata degli avvenimenti, che acquista, rispetto alla prima versione, un certo gusto romanzato. Come la prima stesura, anche questa era destinata a una lettura che non doveva oltrepassare il circolo familiare e magari di qualche amico. Alla sua scomparsa, nel 1981, la moglie buttò via molti dei suoi scritti (tra cui i diari di annotazioni giornaliere) e la stessa macchina da scrivere, ma Giovanni riuscì a salvare anche il secondo dattiloscritto. 
Il primo dattiloscritto venne inviato nel 1999 all'Archivio Diaristico Nazionale, fondato e curato dal giornalista Saverio Tutino a Pieve Santo Stefano (in provincia di Arezzo), dove ora l'opera è custodita e accessibile al pubblico. Qui vinse nel 2000 il «Premio Pieve», che porterà poi alla sua pubblicazione.
Al suo autore è oggi anche dedicata una stanza del Piccolo museo del diario di Pieve Santo Stefano.

### Premio Pieve per la diaristica
Nel 2000 il manoscritto vinse dunque il «Premio Pieve», conferito a inedite opere diaristiche, memorialistiche ed epistolari. La motivazione che lo accompagnava era la seguente:
(Motivazione del Premio Pieve - Banca Toscana)

### Pubblicazione
Ma il manoscritto ha potuto sfuggire al destino preconizzatogli, grazie al contributo del Ministero per i beni e le attività culturali e della società privata Augustea: il "capolavoro che non leggerete" ha potuto così beneficiare di una edizione critica e approdare alla pubblicazione a stampa, proprio quell'esito auspicato ma ritenuto improbabile dagli estensori della motivazione del premio. Nel 2007 ne è stata possibile la pubblicazione, in una versione ridotta, e con i nomi reali opportunamente alterati, a cura di Evelina Santangelo e Luca Ricci, per i tipi dell'Einaudi.
Prevista una tiratura iniziale di circa tremila copie, traguardo normalmente raggiunto dai vincitori del premio Pieve, l'autobiografia di Vincenzo Rabito divenne invece un vero e proprio caso editoriale, superando le quarantamile copie vendute e dando origine a adattamenti teatrali e cinematografici.

## Trama
Vincenzo è il secondo maschio tra sette fratelli e sorelle. Orfano di padre, deve andare a lavorare come bracciante per aiutare la famiglia, e per questo non va mai a scuola, sebbene tramite la sorella apprenda una basilare lettura dei numeri e dell'alfabeto. Nel 1917, non ancora diciottenne, viene chiamato tra i ragazzi del '99 e spedito al fronte nella guerra contro gli austriaci. Partecipa come fante e "zappatore" (scavatore di trincee e di fosse per i caduti) alle battaglie in provincia di Belluno e lungo la linea del Piave, dove riceve una segnalazione al merito. Dopo la fine della guerra è trattenuto ancora alcuni mesi per svolgere vari compiti legati all'ordine pubblico in Carnia ad Ancona e a Firenze. 
Tornato a Chiaramonte, sebbene simpatizzante socialista, è costretto ad iscriversi al partito fascista per poter lavorare. Data la scarsità del lavoro in Sicilia, che lo costringe continuamente a spostarsi nelle campagne tra la province di Enna, Ragusa e Catania, vorrebbe emigrare, ma le leggi fasciste lo impediscono. Trova un buon lavoro come manovale a Regalbuto, dove si tratterrà quattro anni per completare la strada ferrata. Qui, coi fratelli Giovanni e Paolo, impara a suonare chitarra e mandolino, formando un complessino che ogni sera intrattiene i paesani e che gli fa guadagnare tantissime amicizie. 
Partecipa negli anni '30 all'avventura africana (nell'Ogaden), prima come soldato volontario (con una sosta a sorpresa in Libia) e poi come manovale, riuscendo ad accumulare in qualche anno un notevole gruzzoletto. Tornato in Italia per il pericolo di un attacco inglese alle colonie italiane, vorrebbe comprare una casa per la madre ma, ormai più che quarantenne, si ritrova suo malgrado nelle trattative di matrimonio con una ragazza di buona famiglia, i cui fratelli hanno tutti prestigiose occupazioni. Tuttavia una volta maritatosi scopre che la famiglia della moglie si disinteressa completamente della loro situazione non essendogli di nessun aiuto a trovare un'occupazione stabile, ma anzi si ritrova nella casa della famiglia della moglie, signorile ma fatiscente, riscattata a metà a carissimo prezzo e bisognosa di numerosi lavori che impegnano quasi tutto il suo gruzzoletto. Inoltre si ritrova in casa una suocera malevola, superba e altezzosa, che tratta la famiglia di Vincenzo con sprezzante superiorità, facendo infuriare spesso il Rabito e non mostrandogli mai un minimo di riconoscenza per tutto quello che aveva fatto per la loro "nobile" famiglia. 
Per sfuggire alla suocera e per racimolare un po' di soldi va quindi nel 1939 a lavorare nelle miniere tedesche all'inizio della seconda guerra mondiale; qui assiste fra l'altro al bombardamento distruttivo di Düsseldorf, e contrae una malattia della pelle, per cui torna in Italia. Nel frattempo gli nasce il primo figlio, Salvatore detto Turiddo. 
Con i soldi fatti in Germania prende con altri soci la gestione di un uliveto, con notevole profitto. Tuttavia si tratta di un benessere destinato a durare poco, poiché nel 1940 con l'entrata dell'Italia nel conflitto viene di nuovo chiamato a fare il soldato, ma il suo compito sarà solo quello di sorvegliare il lungomare di Gela dalla minaccia di uno sbarco inglese. La sua classe fu poi la prima ad essere congedata. 
Successivamente ricevette incarichi nelle campagne del circondario dove ormai gli viene riconosciuta una posizione di soprintendente o fattore. Ad esempio sarà responsabile presso un mulino per riscuotere il 30% del macinato che le leggi fasciste hanno destinato ai militari al fronte. Qui mostra tutta la sua abilità nel destreggiarsi tra parti avverse, chiudendo spesso un occhio e facendo un po' di contrabbando che arricchisce lui e gli altri. 
Nel luglio 1943 assiste allo sbarco delle truppe alleate in Sicilia. Nel secondo dopoguerra torna alla sua fede socialista, riuscendo finalmente a farsi assegnare un posto fisso, come cantoniere, che manterrà per 22 anni. La sua famiglia nel frattempo si allarga con altri due figli maschi: Gaetano (Tanuzzo) e Giovanni (Ciovanni). Negli anni delle prime elezioni politiche libere, partecipa con disinvoltura alle campagne elettorali, riuscendo a farsi amici un po' in tutti i partiti.
Grazie allo stipendio fisso raggiunge l'obiettivo di mandare i figli a scuola fino all'università. Allaccia la casa alla corrente elettrica e vedrà l'arrivo della prima televisione in paese. Dopo la morte di sua madre e anche della perfida suocera decide però di lasciare Chiaramonte, vendendo la casa che per lui era stata fonte di tante disgrazie e dissapori. Raggiunto un accordo coi fratelli della moglie, si trasferisce a Ragusa, dove il figlio maggiore, diventato ormai il primo ingegnere di origine chiaramontana, apre uno studio dove qualche anno dopo anche Tano, come geometra, troverà lavoro. Per Vincenzo la più grande soddisfazione della vita è infatti quella che i suoi figli abbiano potuto studiare e guadagnarsi una posizione migliore della sua. Anche Giovanni studierà a Bologna, ma si mostra il più indipendente dei fratelli, intraprendendo, ormai negli anni settanta, una serie di viaggi avventurosi che il padre segue con sorpresa, finanziandolo con tenerezza ogni volta che può. Sul finire dell'autobiografia Vincenzo, approfittando di una promozione per gli ex combattenti della prima guerra mondiale, torna nei luoghi della guerra, attraversando il Friuli, il Veneto, e poi fermandosi a Bologna e a Firenze. Qui constata come le cose siano velocemente cambiate dalla sua gioventù.

## Adattamenti

### Teatro
Una versione teatrale è stata rappresentata da Vincenzo Pirrotta ed una da Stefano Panzeri.

### Cinema
Nel 2012 è stato presentato alla 69ª Mostra internazionale d'arte cinematografica di Venezia il documentario Terramatta - Il Novecento italiano di Vincenzo Rabito analfabeta siciliano diretto da Costanza Quatriglio.

### Radio
Mario Perrotta ha riletto Terra matta di Vincenzo Rabito in musica e parole su Rai Radio 3.

## Edizioni
- Terra matta (a cura di Evelina Santangelo e Luca Ricci), Giulio Einaudi Editore, 2007 ISBN 978-88-06-16762-2